# 43724 Пехштейн
43724 Пехштейн (43724 Pechstein) — астероїд головного поясу, відкритий 29 жовтня 1975 року.
Тіссеранів параметр щодо Юпітера — 3,433.